# Il labirinto - Maze Runner
Il labirinto - Maze Runner (The Maze Runner), inizialmente tradotto anche come Il labirinto, è un romanzo fantascientifico distopico per ragazzi del 2009 dello scrittore statunitense James Dashner, primo capitolo della serie The Maze Runner, formata da cinque romanzi fantascientifici di ambientazione post apocalittica.
Il labirinto è stato pubblicato negli Stati Uniti nell'ottobre 2009 ed è stato edito in italiano la prima volta il 1º giugno 2011. Ha avuto due seguiti, La fuga (The Scorch Trials, 2010) e La rivelazione (The Death Cure, 2011), e due prequel, La mutazione (The Kill Order, 2012), e Il codice - Maze Runner (The Fever Code, 2016).
Dal romanzo è stato tratto nel 2014 il primo film della serie, Maze Runner - Il labirinto, seguito da un secondo film nel 2015, Maze Runner - La fuga e nel 2018 il terzo film della serie, Maze Runner - La rivelazione. 

## Trama
Thomas si sveglia all'interno di un ascensore in risalita, al termine della quale si ritrova in un cortile erboso situato all'interno di un vasto perimetro, circondato e delimitato da alte pareti grigie, dove incontra altri ragazzi. Il giovane non riesce a ricordare nulla tranne il suo nome, ma Alby, il leader, gli dice che la stessa cosa è successa a tutti i presenti. In seguito incontra Chuck, un ragazzo giovane, e i due diventano amici. Il ragazzo apprende che, ogni mese, l'ascensore porta nella radura un nuovo ragazzo e una volta alla settimana alcuni rifornimenti insieme ad una fiala di Dolosiero. Newt, secondo in comando e Intendente, spiega che i radurai più abili e veloci diventano Velocisti: si tratta degli unici del gruppo a cui è consentito entrare nel Labirinto. Lo esplorano alla ricerca di una via di fuga durante il giorno, ma devono essere di ritorno prima di sera, perché l'ingresso del Labirinto chiude al tramonto, e nessuno è mai sopravvissuto nemmeno una notte nel labirinto (a causa dei Dolenti, creature composte da un misto orripilante tra un animale viscido e una macchina). Nonostante queste raccomandazioni Thomas sente, sin dal momento del suo arrivo, il forte impulso di voler diventare un Velocista e la radura gli sembra un posto molto familiare.
In seguito, mentre Thomas sta raccogliendo rifornimenti nei boschi, viene violentemente attaccato da un ragazzo di nome Ben che è stato punto da uno dei Dolenti. La puntura provoca morte, che si può evitare se viene somministrato il Dolosiero, che comporta però la Mutazione, uno stato di terribile malessere che dura qualche giorno. Dopo averlo bloccato, i Radurai esiliano Ben, spingendolo a forza nel Labirinto mentre le porte si chiudono, poiché egli era diventato una minaccia per il gruppo.
Il giorno successivo Minho, l'Intendente dei Velocisti, comunica ad Alby di aver trovato un Dolente morto (cosa mai accaduta prima). I due entrano nel Labirinto per poterlo studiare, ma Alby viene punto e reso incosciente. Minho appare al crepuscolo, trascinando Alby, ma non è in grado di raggiungere l'ingresso in tempo. Vedendo questo, Thomas corre nel Labirinto per salvarli un secondo prima che le porte si chiudano. Nonostante tutto, Minho e Thomas sopravvivono alla notte durante la quale riescono anche ad uccidere un Dolente. Tornano la mattina dopo tra lo stupore degli altri Radurai, portando con loro Alby, ormai in condizioni critiche di salute, che Thomas riesce a salvare legandolo ad un muro del Labirinto con dei rampicanti, mentre Minho alla vista di un Dolente scappa. Ad Alby viene somministrato immediatamente il Dolosiero con la speranza che riesca a guarire.
Gally, un ragazzo che avendo subito la Mutazione si è ricordato di Thomas (durante la Mutazione i Radurai ricordano fatti sul loro passato, di cui non sanno nulla) e per motivi sconosciuti lo odia, propone di punirlo per essersi addentrato nel Labirinto senza permesso. Newt e Minho non lo ascoltano e anzi, eleggono Thomas stesso un Velocista. Gally, deluso e offeso, scappa nel Labirinto.
Il giorno successivo, Thomas accompagna Minho nel Labirinto per iniziare l'addestramento da Velocista. Scoprono che la Scarpata, un precipizio senza fine presente verso la fine del Labirinto, nasconde un'entrata segreta e capiscono che si tratta della tana dei Dolenti.
Intanto, la Scatola invia nella radura una ragazza (la prima mai introdotta) che, a quanto pare, riconosce Thomas. La ragazza, di nome Teresa, annuncia che presto tutto nella Radura cambierà e comunica a Thomas che il Labirinto è in realtà un codice. Per di più presenta una scritta sul braccio: "C.A.T.T.I.V.O.  è buono." Thomas nota che C.A.T.T.I.V.O. è la stessa scritta che si trova sul dorso delle scacertole (creature metalliche simili a lucertole, inventate dai creatori per spiare radurai).
Da delle vecchie mappe del Labirinto Thomas, Teresa, Minho e Newt ricavano delle lettere: queste vanno a formare alcune parole che sembrano essere un codice, ma non riescono a capirne l'utilizzo. Poco dopo le cose nella Radura cominciano a cambiare, come annunciato da Teresa: il sole scompare, la Scatola smette di portare nuovi ragazzi e provviste e le mura non si chiudono più durante la notte, permettendo ai Dolenti di attaccare la Radura.
Una notte in cui i Radurai sono sotto attacco ricompare Gally il quale, dopo aver inveito verso Thomas, viene catturato dai Dolenti. Thomas si fa pungere volontariamente per cercare di ricordare il passato. Il piano funziona e Thomas ricorda particolari importanti: lui e Teresa erano parte integrante dell'organizzazione che ha creato il Labirinto, che non è che un test a cui i ragazzi stanno venendo sottoposti; ricorda inoltre che è possibile fuggire inserendo il codice in un computer situato nella tana dei Dolenti.
Thomas riesce a convincere i radurai a scappare nel labirinto e inserire il codice. Arrivati lì metà dei ragazzi viene uccisa dai Dolenti, ma Thomas, Teresa, Chuck e altri, tra cui anche Minho e Newt, riescono a scappare inserendo il codice nel computer.
I Radurai si ritrovano in un laboratorio, faccia a faccia con i creatori del Labirinto. Questi ultimi sono scienziati di un'organizzazione chiamata C.A.T.T.I.V.O. che aveva lo scopo di mettere alla prova i ragazzi per valutarli e far sopravvivere solo i più forti ed intelligenti tra di loro.
Ma un'ultima "variabile" li attende. Insieme agli scienziati c'è anche Gally, sopravvissuto in modo misterioso. Il ragazzo, controllato dagli scienziati, si avventa su Thomas armato di coltello. Chuck deciderà di sacrificarsi per salvare la vita del suo migliore e unico amico. Thomas, esterrefatto e colmo di rabbia, aggredisce Gally a mani nude e riesce a sopraffarlo, neutralizzandolo.
Appena gli scienziati cominciano a spiegare tutto ai Radurai, il laboratorio è attaccato da un gruppo di ribelli armati che salvano i ragazzi, portandoli via con un autobus. Durante il viaggio, i ragazzi ricevono informazioni riguardanti "l'Eruzione", un evento apocalittico che sembra aver devastato la Terra e buona parte dei suoi abitanti.
L'epilogo rivela che i ribelli, l'attacco al laboratorio e il salvataggio sono solo un'altra fase dell'esperimento. Inoltre, il gruppo di cui ha fatto parte Thomas non è l'unico in fase di valutazione (lui ed i suoi amici appartengono al gruppo A, composto solo da Teresa e tutti gli altri maschi. L'altro gruppo, il gruppo B, è invece composto solo da ragazze e un unico ragazzo).

## Personaggi
- Thomas: è il protagonista del romanzo. A differenza degli altri ragazzi della Radura è particolarmente motivato a lasciare la radura. Diventerà un velocista e riuscirà a portare fuori dal labirinto la maggior parte dei ragazzi, inoltre ha aiutato i creatori a ideare il labirinto.
- Alby: è il capo dei ragazzi della Radura, è uno dei più vecchi e dei primi arrivati ed è il migliore amico di Newt. Verrà punto da un Dolente e perderà conoscenza, ma quando si risveglierà ritroverà la memoria. Morirà ucciso da un Dolente nella notte dell'attacco alla tana.
- Newt: è un ragazzo alto e biondo. È il vice capo e uno dei primi arrivati. Era un ex Velocista, ma ha dovuto smettere a causa di una brutta ferita alla gamba. Diventa subito molto amico di Thomas. È un ragazzo un po' riservato e timido , ma con un buon cuore e sa essere un ottimo amico. Infatti supporta spesso Thomas ed i suoi piani. I suoi migliori amici sono Minho e Alby.
- Chuck: è una delle prime persone con cui Thomas stringe amicizia. È la recluta arrivata il mese prima di lui ed è molto giovane. Viene ucciso da Gally nel finale.
- Gally: è un membro del gruppo particolarmente violento, autoritario e poco riflessivo. Sebbene abbia un certo seguito tra i ragazzi, essendo il leader dei Costruttori, molti contestano il suo fare dispotico.
- Minho: È un ragazzo dai tratti asiatici, alto e atletico. Gli piace molto scherzare, infatti ha la battuta sempre pronta. In più è l'Intendente dei Velocisti, ed è sempre il primo ad avventurarsi nel Labirinto per esplorarlo. Vedrà in Thomas un grande potenziale, infatti sarà lui a convincere Newt di far diventare il ragazzo Velocista. In breve diventeranno buoni amici.
- Teresa: è l'ultima arrivata, nonché unica ragazza del gruppo. Appena uscita dalla Scatola, riconosce Thomas e poi perde conoscenza. Si risveglierà successivamente e aiuterà i Radurai a fuggire dal Labirinto.
- I Dolenti: sono i guardiani del Labirinto. Grotteschi incroci tra esseri mutati e strutture cibernetiche, la loro struttura corporea ricorda molto quella di una enorme sfera. Il loro corpo è dotato di varie appendici, tra cui una morsa con cui possono afferrare le vittime, sotto la quale si trova un micidiale pungiglione. Le loro zampe meccaniche servono prevalentemente per arrampicarsi, persino sulle ripide pareti del Labirinto. Possono comunque utilizzare le proprie fauci per afferrare e sbranare le prede. Non è chiaro se, una volta punta una vittima, i Dolenti la abbandonino al suo destino di sofferenze e morte poiché, a più riprese, i mostri acciuffano alcuni dei ragazzi e li fanno a pezzi nonostante li abbiano già infettati.

### Creature e terminologia
- Scacertole: creature metalliche simili a lucertole che spiano i Radurai dentro e fuori dalla Radura. Sono piccole, rotonde e argentate, con la scritta "C.A.T.T.I.V.O." (in inglese W.I.C.K.E.D.) sulla schiena.
- Sploff: viene usato per lo più per offendere, anche in modo scherzoso. Fa riferimento alle feci umane.
- Caspio: anche questo termine viene usato per offendere, non ne viene data una traduzione precisa, ma è paragonabile a "cavolo".
- Creatori: Così vengono chiamate le ignote persone che hanno messo i ragazzi nella Radura, creato il Labirinto e tutto quello che vi si trova all'interno.
- Radurai: è il nome con cui si autodefiniscono gli abitanti della Radura.
- Fagio: è il diminutivo di "fagiolino", il modo in cui i radurai chiamano l'ultimo arrivato.
- Pive: probabilmente il diminutivo di "pivello". È usato sia per offendere che in modo scherzoso.
- Dolosiero: è il siero che permette a chi è punto da un Dolente di sopravvivere, subendo però la Mutazione. È l'unione delle parole "Dolente" e "Siero".
- Mutazione: è il nome del processo che si innesca assumendo il Dolosiero dopo essere stati punti da un Dolente. Fa star male e soffrire di terribili dolori per alcuni giorni, durante i quali però si riesce a recuperare alcuni ricordi antecedenti all'arrivo nel Labirinto.
- La Scarpata: è come i Radurai chiamano un misterioso precipizio senza fondo che si trova all'interno del Labirinto.

## Seguiti
James Dashner ha scritto due seguiti, La via di fuga o La fuga - Maze Runner (The Scorch Trials, 2010) e La rivelazione - Maze Runner (The Death Cure, 2011); e due prequel, La mutazione - Maze Runner (The Kill Order, 2012), e Il codice - Maze Runner (The Fever Code, 2016).

## Adattamento cinematografico
L'adattamento cinematografico della 20th Century Fox, diretto dal regista Wes Ball, era inizialmente programmato per il 14 febbraio 2014. Successivamente, è stata rimandato al 19 settembre 2014 per le sale americane, mentre in Italia uscirà con un giorno di anticipo. Il trailer è stato diffuso il 18 marzo 2014. Le riprese del film sono iniziate nel maggio e terminate nel luglio 2013 e si sono svolte nello stato della Louisiana (Stati Uniti d'America), nelle città di Baton Rouge e Jackson. Il cast comprende Dylan O'Brien nel ruolo di Thomas e Kaya Scodelario nel ruolo di Teresa Agnes.
La 20th Century Fox ha acquistato anche i diritti per il secondo romanzo della serie, La fuga - Maze Runner, distribuito nel 2015, e per il terzo, La rivelazione - Maze Runner, distribuito nel 2018.

## Edizioni
- James Dashner, The Maze Runner, 2009.
- James Dashner, Il labirinto, Teens International, Fanucci Editore, 2011, ISBN 978-8834717325.
- James Dashner, Il labirinto. Maze Runner: 1, Fanucci Editore, 2014, ISBN 978-8834727065.
- James Dashner, Il labirinto. Maze Runner: 1, Fanucci Editore, 2015 (edizione tascabile)